# Apostolos Parellīs
Apostolos Parellīs (in greco Απόστολος Παρέλλης?; Paliometocho, 24 luglio 1985) è un discobolo cipriota.

## Record nazionali

### Seniores
- Lancio del disco: 66,32 m ( Doha, 30 settembre 2019)

## Palmarès
| Anno | Manifestazione                    | Sede           | Evento           | Classifica     | Risultato | Note                                     |
| ---- | --------------------------------- | -------------- | ---------------- | -------------- | --------- | ---------------------------------------- |
| 2007 | Europei under 23                  | Debrecen       | Lancio del disco | Bronzo         | 58,16 m   |                                          |
| 2009 | Giochi dei piccoli stati d'Europa | Nicosia        | Lancio del disco | Oro            | 60,55 m   |                                          |
| 2009 | Giochi del Mediterraneo           | Pescara        | Lancio del disco | 7º             | 60,12 m   |                                          |
| 2009 | Universiadi                       | Belgrado       | Lancio del disco | 6º             | 61,07 m   |                                          |
| 2010 | Europei                           | Barcellona     | Lancio del disco | 17º            | 60,57 m   |                                          |
| 2010 | Commonwealth                      | Delhi          | Lancio del disco | 4º             | 60,51 m   |                                          |
| 2011 | Giochi dei piccoli stati d'Europa | Schaan         | Lancio del disco | Oro            | 59,73 m   |                                          |
| 2011 | Universiadi                       | Shenzhen       | Lancio del disco | 6º             | 61,44 m   |                                          |
| 2012 | Europei                           | Helsinki       | Lancio del disco | 13º            | 61,79 m   |                                          |
| 2012 | Olimpiadi                         | Londra         | Lancio del disco | Qualificazione | 63,48 m   |                                          |
| 2013 | Giochi dei piccoli stati d'Europa | Lussemburgo    | Lancio del disco | Argento        | 59,11 m   |                                          |
| 2013 | Giochi del Mediterraneo           | Mersin         | Lancio del disco | 7º             | 59,40 m   |                                          |
| 2013 | Mondiali                          | Mosca          | Lancio del disco | 19º (q)        | 59,84 m   |                                          |
| 2014 | Commonwealth                      | Glasgow        | Lancio del disco | Argento        | 63,32 m   |                                          |
| 2014 | Europei                           | Zurigo         | Lancio del disco | 16º (q)        | 60,32 m   |                                          |
| 2015 | Mondiali                          | Pechino        | Lancio del disco | 6º             | 64,55 m   |                                          |
| 2016 | Europei                           | Amsterdam      | Lancio del disco | 18º (q)        | 61,89 m   |                                          |
| 2016 | Giochi olimpici                   | Rio de Janeiro | Lancio del disco | 8º             | 63,72 m   |                                          |
| 2017 | Mondiali                          | Londra         | Lancio del disco | 10º            | 63,17 m   |                                          |
| 2018 | Commonwealth                      | Gold Coast     | Lancio del disco | Bronzo         | 63,61 m   |                                          |
| 2018 | Giochi del Mediterraneo           | Tarragona      | Lancio del disco | Oro            | 62,98 m   |                                          |
| 2018 | Europei                           | Berlino        | Lancio del disco | 8º             | 63,62 m   | Miglior prestazione personale stagionale |
| 2019 | Mondiali                          | Doha           | Lancio del disco | 5º             | 66,32 m   | Record nazionale                         |
| 2021 | Giochi olimpici                   | Tokyo          | Lancio del disco | 17º (q)        | 62,11 m   | Miglior prestazione personale stagionale |
| 2022 | Giochi del Mediterraneo           | Orano          | Lancio del disco | Oro            | 63,59 m   |                                          |
| 2022 | Mondiali                          | Eugene         | Lancio del disco | 16º (q)        | 62,46 m   |                                          |
| 2022 | Commonwealth                      | Birmingham     | Lancio del disco | 7º             | 62,08 m   |                                          |
| 2022 | Europei                           | Monaco         | Lancio del disco | 8º             | 63,32 m   |                                          |
| 2023 | Mondiali                          | Budapest       | Lancio del disco | 24º (q)        | 62,10 m   | Miglior prestazione personale stagionale |
| 2024 | Europei                           | Roma           | Lancio del disco | 9º             | 62,53 m   |                                          |

## Altre competizioni internazionali
2015
- 4º in Coppa Europa invernale di lanci ( Leiria), lancio del disco - 65,04 m